# Stenellipsis viridipes
Stenellipsis viridipes là một loài bọ cánh cứng trong họ Cerambycidae.